# Typhus exanthématique
 Mise en garde médicale
Le typhus exanthématique est une rickettsiose purement humaine, endémo-épidémique, due au bacille Rickettsia prowazekii, véhiculé d'homme à homme par le pou de corps, hôte intermédiaire et vecteur.
Cette anthropozoonose est transmise à l'homme par grattage de la piqûre de son arthropode vecteur. Il en existe une forme résurgente, atténuée, la maladie de Brill-Zinsser, survenant jusqu'à quarante ans après l'infection aiguë, pouvant être à l'origine d'épidémies.

## Étymologie et synonymes
Le terme typhus vient du grec ancien tuphos (dont le sens littéral est fumée ou brouillard) se référant aux troubles de la conscience (confusion, délire…), avec maux de tête, pouvant survenir lors de fortes fièvres. Cette origine a donné les termes modernes de typhus et de typhoïde, qui sont deux maladies différentes, mais qui peuvent se présenter comme un tuphos.
Les synonymes historiques du typhus exanthématique ou épidémique (les deux termes les plus usités) sont très nombreux, : typhus à poux, européen, historique, classique, pétéchial, de l'ancien monde, des camps, des armées, des prisons, de famine, etc., parce qu'il se répand lorsque les conditions sanitaires sont mauvaises et que la population est très dense, comme dans les prisons et à bord des bateaux, après des guerres et des catastrophes consécutives à des phénomènes naturels.

## Histoire
Sa distribution était autrefois mondiale. L'homme étant le seul réservoir du bacille responsable, la maladie est présumée comme existant depuis l'Antiquité. Les historiens sont divisés sur son origine géographique : les uns distinguent une origine européenne, au motif qu'elle se retrouverait, confondue avec d'autres affections, dans le corpus hippocratique et qu'elle pourrait expliquer la peste d'Athènes et autres pestilences de l'Antiquité.
D'autres lui attribuent une origine américaine, au motif que les descriptions précises apparaissent en Espagne et durant les guerres d'Italie (mercenaires espagnols) au début du XVIe siècle.

## Distribution géographique et importance
Au début du XXIe siècle, la maladie existe encore dans les régions à mauvaise hygiène (où l'on change rarement de vêtements) Afrique, Asie, Amérique centrale et Amérique du Sud.
Des épidémies sont toujours à craindre dans ces régions, dès que les conditions de vie deviennent misérables : famine, guerres, catastrophes naturelles comme un tremblement de terre par exemple.
Cette maladie, mortelle dans 10 à 30 % des cas, a été responsable d'une épidémie de plus de 100 000 cas lors de la guerre civile du Burundi en Afrique centrale en 1997.
Des cas sporadiques ou des petites épidémies sont observés en Afrique du nord, en Russie et au Pérou. Des cas importés ont été rapportés en France.
L'antibiothérapie l'a rendue moins redoutable que par le passé, mais elle est toujours considérée comme une menace par les autorités sanitaires à cause de la prolifération des poux dès que les conditions d'hygiène se dégradent.
En principe, le réservoir de la maladie est strictement humain. Cependant une niche écologique inattendue a été découverte en Amérique du Nord depuis 1963, chez les écureuils volants Glaucomys volans qui abritent des puces et des poux porteurs de souches de Rickettsia prowazekii. Plusieurs cas humains de typhus ont été signalés par contact avec ces écureuils volants depuis les années 1980. Cependant ces parasites (puces et poux de l'écureuil) sont très spécifiques, et ne mordent pas l'homme. On suppose que la transmission se fait par aérosols d'excréments de poux, lors du vol des écureuils. Un tel typhus (rare) est appelé aux États-Unis sylvatic typhus.

## Transmission
L'agent causal est Rickettsia prowazekii transmis par le pou de corps (Pediculus humanus humanus). Ce pou est très spécifique de son hôte, il a peu de mobilité (il ne saute pas). Il vit accroché dans les vêtements. Il est strictement hématophage, ne se déplaçant que pour se nourrir sur la peau humaine et revenir aux vêtements. Ce qu'il fait cinq fois par jour avec une espérance de vie de un à trois mois (lorsqu'il n'est pas infecté).
En s'alimentant sur un humain porteur du bacille, le pou s'infecte. R. prowazekii se multiplie dans l'intestin du pou et est excrété dans ses matières fécales. Le pou infecté meurt lui-même au bout d'une semaine, lorsque la multiplication des bactéries entraine la rupture de son tube digestif. Le sang ingéré par le pou passe dans sa cavité générale, le pou de couleur blanc sale prend alors une couleur rouge. R. prowazekii est un des rares parasites qui tue son hôte invertébré, son cycle de vie nécessite donc un hôte vertébré.
La bactérie R. prowazekii peut rester en vie, conservant toute sa virulence, dans les excréments desséchés des poux, jusqu'à cent jours.
La maladie est alors transmise à un humain non infecté qui gratte les démangeaisons provoquées par les piqures du pou et frotte les excréments sur les plaies ; mais aussi par voie respiratoire et conjonctivale par les vêtements ou les mains souillées. Ainsi les poussières des déjections, déposées par le pou sur le linge, infectent les muqueuses respiratoires lors de manipulations de ce linge. De même, le contenu intestinal, libéré par l'écrasement du pou, souillent les doigts qui seront portés ensuite vers la bouche ou les yeux.
La transmission interhumaine est indirecte, elle survient par contact physique rapproché (corps et vêtements). Les poux ont aussi tendance à quitter les hôtes devenant fébriles pour chercher de nouveaux sujets neufs (transmission des malades aux soignants, personnels de buanderie, etc.).
La densité des poux de corps est un important facteur épidémique, elle augmente avec l'humidité. Les poux en sont très dépendants, car leurs excréments sont poudreux et très secs (2 % d'eau), et riches en ammonium qui agit comme un attirant pour les autres poux.
L'infestation par poux de corps, en dehors d'un contexte épidémique, ne signifie pas l'existence automatique d'un typhus. Cependant une infestation de poux non infectés réalise une pédiculose, avec un risque de transmettre des maladies comme le typhus, les fièvres récurrentes, ou la fièvre des tranchées.

## Pathogénie
Les rickettsies se multiplient dans les cellules endothéliales des petits vaisseaux, provoquant une angéite thrombosante. La lésion provoquée, appelée « nodule de Frankel (ou Fraenkel) », du nom du médecin allemand Eugen Fraenkel (de) (1853-1925),  abrite et protège les bactéries.

## Clinique
La période d'incubation est d'une à deux semaines (10-14 jours). La description qui suit est une description historique (avant l'ère des antibiotiques, et sans réanimation moderne).

### Début
Les symptômes apparaissent rapidement, et ils sont les plus sévères de toutes les autres rickettsioses.
La fièvre est brutale, inaugurée par un « frisson solennel », suivi d'autres frissons, de maux de têtes violents et de rachialgies (douleurs siégeant le long de la colonne vertébrale). L'ascension thermique est rapide le premier jour (à 40 °C), témoin d'une forte infection généralisée
Au deuxième jour, on observe des conjonctives injectées, le regard brillant et anxieux dans un faciès rouge et gonflé.

### Phase d'état
La fièvre se maintient en plateau à 40-41 °C, avec pouls en rapport (la rapidité du pouls suit l'augmentation de température). La bouche est sèche, les dents et muqueuses couvertes de fuliginosités (terme historique peu usité, désignant des dépôts noirâtres se présentant dans des affections graves comme le typhus). La langue est sèche, fendillée, rôtie, parfois tremblante. Les nausées et les vomissements sont fréquents.
Les bruits du cœur sont assourdis, la tension basse. L'abdomen reste souple mais la constipation opiniâtre. La rate et le foie sont modérément augmentés à la palpation.
Les principaux symptômes sont l'éruption et le tuphos (complication neurologique qui fait la gravité de la maladie).

#### Éruption
L'éruption, autrefois considérée comme fréquente et caractéristique, ne se retrouve plus que dans 20 à 40 ou 60 % des cas. Cela serait dû au fait que la plupart des cas décrits depuis la fin du XXe siècle, le sont en Afrique chez des patients à peau noire. L'éruption est alors moins reconnue en situation d'urgence médicale.
L'éruption commence sur le thorax (partie dorsale, inférieure et latérale) environ cinq jours après l'apparition de la fièvre. C'est un exanthème formé de petites macules à bords flous, de forme et dimension irrégulières, de la tête d'épingle à la lentille (2 à 5 mm de diamètre), de couleur rose pâle. Ces macules s'effacent d'abord à la pression.
En moins d'un jour, les macules se multiplient et s'étendent au tronc et aux extrémités, mais en respectant toujours la face, le cou, les paumes des mains et la plante des pieds. Le lendemain, ces macules prennent une couleur rouge sombre, vineuse ou de rouille. Elles deviennent rapidement pétéchiales ou purpuriques, ne s'effaçant plus à la pression.
Cet exanthème peut s'accompagner d'un énanthème sur la voute du palais.
Toute l'éruption se fait en une seule poussée. Vers le dixième jour, l'éruption commence à pâlir.

#### Tuphos
Un tuphos apparait dans 80 % des cas. C'est un état de stupeur et d'abattement extrême qui survient un à deux jours après l'exanthème.
Le malade est prostré, inerte et indifférent à ce qui se passe autour de lui. L'insomnie est la règle. Un délire apparait, d'abord nocturne, puis persistant le jour. Ce délire fébrile est un délire onirique, de rêve, tantôt calme et silencieux, tantôt violent et poussant le malade à se lever. Ces troubles, qui sont de l'ordre d'un syndrome confusionnel, peuvent évoluer vers un syndrome méningé.
En période terminale, il existe un coma profond, de type vigile, où le malade parait éveillé, mais sans réactions, ne semblant ni voir, ni entendre. Ce coma s'accompagne de mouvements continuels et automatiques des mains appelés « carphologie » (du grec karphos flocon et legein ramasser) : les mains du malade semblent chercher à saisir des flocons dans l'air, se promener sur les couvertures pour en tirer les fils, etc.

### Évolution
Les complications sont surtout neurologiques (amnésie, encéphalite...) et cardiaques (myocardite), moins souvent pulmonaires (œdème pulmonaire). Des gangrènes des extrémités, des parotidites et des orchites sont signalées plus rarement. Sans traitement, le décès survient dans près de 30 % des cas, et jusqu'à plus de 50-60 % en situation extrême (malnutrition).
Après deux semaines, on observait une chute brutale de la température. Si le malade surmontait la crise, c'était la guérison avec asthénie marquée durant plusieurs semaines avec un risque de séquelles neurologiques ou artérielles. Les maladies intercurrentes associées étaient fréquentes : le typhus s'associant avec d'autres maladies infectieuses comme la diphtérie, le paludisme, la tuberculose pulmonaire, etc.
L'antibiothérapie a modifié ce tableau : son instauration précoce bloque le syndrome infectieux au deuxième ou troisième jour, améliore l'état général et sort le malade de son tuphos mais laisse persister l'exanthème pendant les deux semaines classiques. La convalescence est celle d'une maladie bénigne. Le taux de mortalité des patients correctement traités reste autour de 4 %.

### Maladie de Brill-Zinsser, ou typhus résurgent
C'est une situation analogue à celle de la varicelle et du zona.
L'individu contaminé garde une immunité durable contre le typhus, mais il reste porteur toute sa vie de Rickettsia prowazekii demeurées quiescentes dans l'organisme, principalement dans les cellules endothéliales du tissu adipeux.
La maladie de Brill-Zinsser ou typhus résurgent est une forme de typhus qui se déclare après une longue période de latence chez les anciens typhiques, notamment en situation de dénutrition ou en devenant immunodéprimés. Cette forme atténuée de typhus exanthématique se distingue par une létalité naturelle bien moindre (mortalité des malades sans traitement) de 1,5 %.
Elle peut être la source potentielle de nouvelles épidémies de typhus exanthématique (forme graves chez des sujets neufs), en cas d'infestation concomitante et prédominante de poux de corps dans une population.

## Diagnostic

### Diagnostic positif
Le diagnostic positif est évoqué dans un contexte épidémiologique, dont la présence de poux du corps avec environnement favorisant (pauvreté, froid, camps de réfugiés, prisons). Outre l'habitus (apparence générale du patient) facilement reconnaissable, la fièvre élevée, les caractéristiques de l'exanthème et la gravité des signes infectieux (tuphos) permettent de poser un diagnostic clinique.
Le bilan biologique sanguin donne peu d'indications (le plus souvent anémie avec leucopénie et thrombopénie, cytolyse hépatique). L'isolement et la mise en culture des rickettsies n'est disponible que dans des laboratoires de référence ayant un niveau 3 de sécurité biologique.
Après le sixième jour de la maladie, on utilisait jusqu'à la fin du XXe siècle la réaction de Weil-Felix positive par agglutination du sang du malade par le proteus X19 (antigènes communs).
Au début du XXIe siècle, pour le diagnostic spécifique de confirmation, dans les pays développés, on donne la préférence au Western-blot, à l'immunofluorescence indirecte, et aux techniques de PCR.

### Diagnostic différentiel
Le diagnostic différentiel peut se poser avant l'éruption et au début de celle-ci, ou encore dans les formes qui restent modérées. Il se fait par élimination :
- d'une fièvre typhoïde (Salmonella typhi), mais elle aurait dissocié pouls et température (le pouls reste relativement lent malgré l'augmentation de température), l'exanthème reste très discret.
- d'un paludisme, d'une fièvre récurrente, d'une septicémie, d'une méningite, mais leur évolution et les examens de laboratoire sont différents.
- de l'éruption de la rougeole qui débute à la face et s'accompagne d'un catarrhe oculo-nasal (yeux rouges larmoyants et nez qui coule) avec toux sèche métallique.
- d'un typhus murin (Rickettsia typhi), où l'exanthème se distingue par sa courte durée, atteignant la paume des mains et la plante des pieds, avec absence de tuphos.
- d'autres rickettsioses selon la localisation géographique (pays ou région, retour de voyage...), mais la plupart ont des signes assez différents (par exemple une escarre d'inoculation), et de gravité moindre.

## Traitement

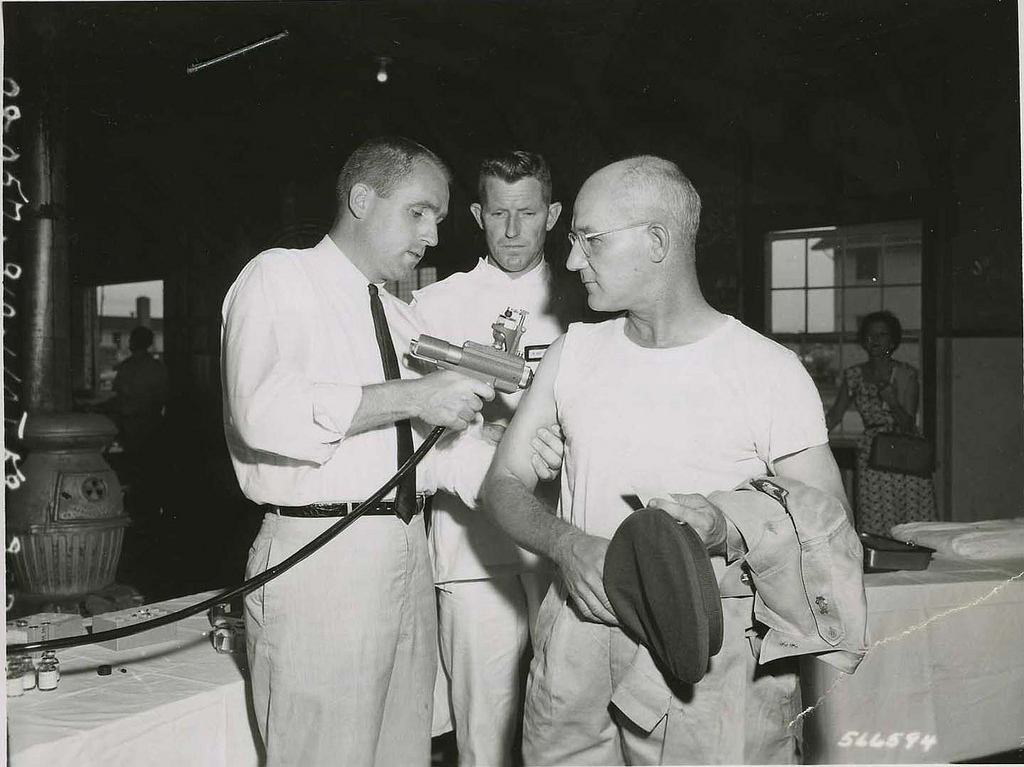
Le vaccin contre le typhus exanthématique est utilisé lors d’épidémies.

L'infection est traitée par des antibiotiques. Classiquement, l'antibiothérapie doit être poursuivie cinq jours au moins, ou jusqu'à deux jours après la chute de la température. En fonction de l'état des patients, la mise en place d'une perfusion intraveineuse peut être nécessaire, avec rééquilibration hydroélectrique, tonicardiaques et parfois corticothérapie. Des traitements à visée symptomatique, l'administration d'oxygène peuvent s'y ajouter.
En situation épidémique, le traitement de référence est la doxycycline 200 mg en prise unique,. La fièvre chute en 48 h. En cas de contre-indications, l'alternative le plus souvent proposée est le chloramphénicol, les macrolides sont discutés, et les fluoroquinolones non recommandés.
Il faut isoler le malade, désinfecter les locaux et les vêtements, utiliser les insecticides. Toutefois, les poux de corps ne se nourrissent que de sang, et meurent d'inanition en 5 jours s'ils en sont privés. La façon la plus simple d'épouiller des vêtements suspects est de ne pas les porter durant une semaine.
C'est une maladie à déclaration obligatoire en France.

## Prévention
La prévention repose sur une bonne hygiène corporelle, et le changement régulier des vêtements.
L'utilisation d'insecticides (à base de permethrine à 1 %, qui a remplacé le DDT à 10 % et le malathion à 1 %) est aussi efficace pour l'élimination des poux.
Les vaccins historiques contre le typhus ont été abandonnés. Au début du XXIe siècle, il n'existe pas de vaccins disponibles contre le typhus.
En France, il existait une disposition législative, l'article L. 3111-7 du Code de la Santé Publique, permettant au ministre de la santé d'instituer par arrêté l'obligation de la vaccination contre le typhus exanthématique, en cas de situation épidémique. Cette disposition a été abrogée par ordonnance le 5 janvier 2017.